# Box-office Japon 2019

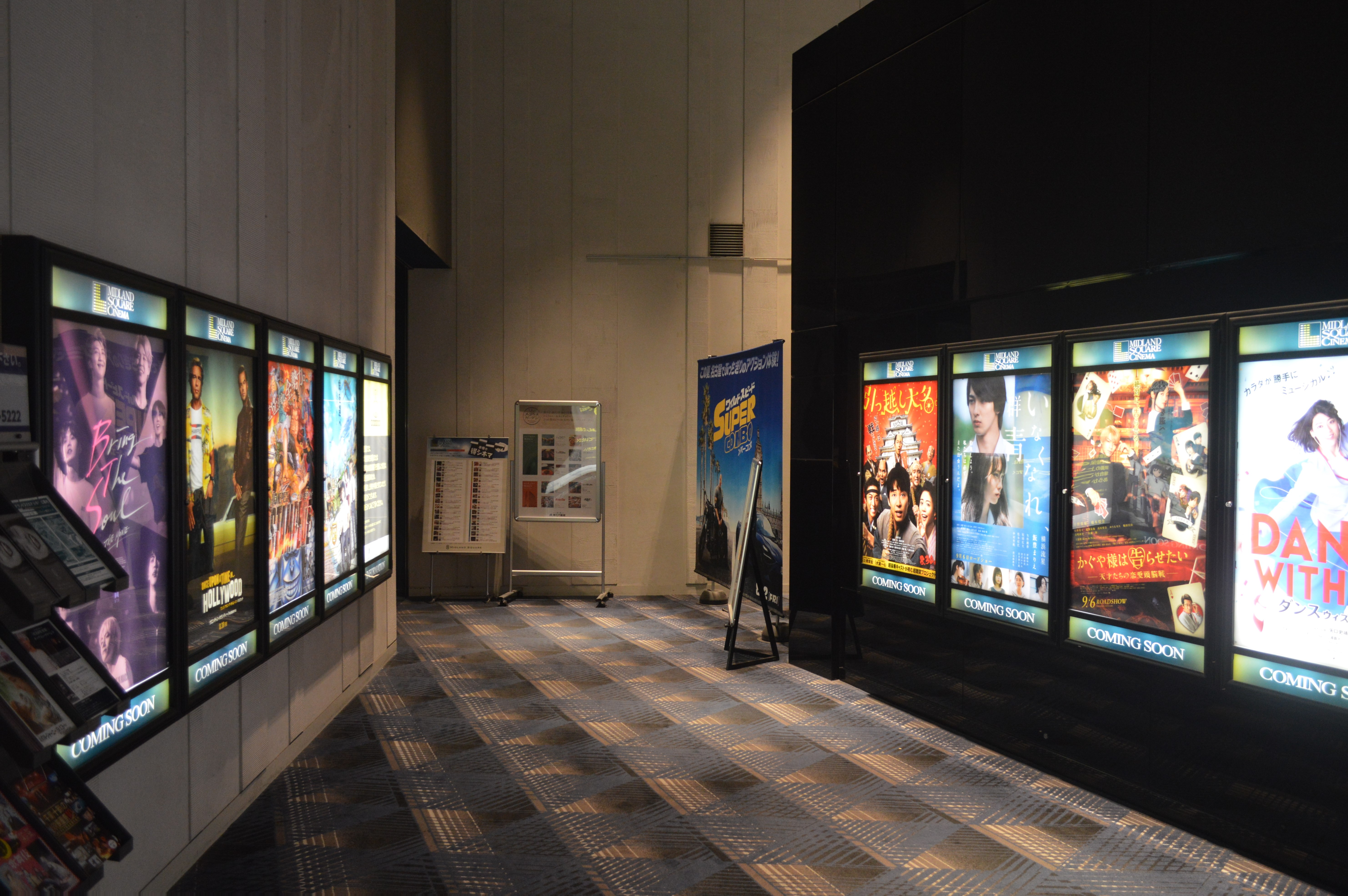
Un cinéma de Nagoya en 2019.

La valeur du box-office japonais a bondi de 17% en 2019 pour atteindre les 2,4 milliards US$, battant le précédent record de 2,2 milliards US$ de 2016. Les films japonais comptent pour 54% du marché (1,3 milliard US$), tandis que les films étrangers occupent 46% (1,1 milliard US$), une répartition qui change peu par rapport à 2018. Le nombre total d'entrées a augmenté de 15% pour atteindre 195 millions, dépassant la croissance du nombre d'ouvertures de salles, qui sont passées de 3 561 l'année précédente à 3 583. Le nombre de films sortis a légèrement augmenté pour atteindre les 1 278, dont 689 japonais et 589 étrangers.
Le film d'animation Les Enfants du Temps de Makoto Shinkai est le plus grand succès de l'année avec plus de 125 millions US$ de recettes. Comme d'accoutumée, c'est la Tōhō qui a largement dominé le box-office, ayant produit et/ou distribué 7 des 10 plus grands succès japonais, y compris le film historique Kingdom qu'elle a co-produit avec Sony. Les trois autres étant produits par une Toei Animation renaissante.
Parmi les films étrangers, le plus gros succès est La Reine des neiges 2 avec 117 millions US$ de recettes. Les sorties de Disney ont représenté 6 des 10 premiers films étrangers, dont les numéros 2 à 4. Au total, 25 films étrangers ont franchi la barre du milliard de yens (9,15 millions US$) de recettes, considéré comme la marque d'un succès commercial. Par comparaison, 40 films japonais ont atteint ce cap.

## Les millionnaires
La couleur       indique les films d'animation
| Class. | Titre                                                          | Pays                                      | Réalisateur                                   | Box-Office Japon |
| ------ | -------------------------------------------------------------- | ----------------------------------------- | --------------------------------------------- | ---------------- |
| 1      | Les Enfants du Temps                                           | Drapeau du Japon                          | Makoto Shinkai                                | 125 769 538 $    |
| 2      | La Reine des neiges 2                                          | Drapeau des États-Unis                    | Chris Buck Jennifer Lee                       | 117 254 147 $    |
| 3      | Aladdin                                                        | Drapeau des États-Unis                    | Guy Ritchie                                   | 112 452 092 $    |
| 4      | Toy Story 4                                                    | Drapeau des États-Unis                    | Josh Cooley                                   | 93 812 123 $     |
| 5      | Détective Conan : Konjō no Fisuto                              | Drapeau du Japon                          | Tomoka Nagaoka                                | 81 125 047 $     |
| 6      | Le Roi lion                                                    | Drapeau des États-Unis                    | Jon Favreau                                   | 62 672 822 $     |
| 7      | Star Wars, épisode IX : L'Ascension de Skywalker               | Drapeau des États-Unis                    | J. J. Abrams                                  | 61 897 469 $     |
| 8      | Avengers: Endgame                                              | Drapeau des États-Unis                    | Anthony et Joe Russo                          | 55 280 047 $     |
| 9      | Kingdom                                                        | Drapeau du Japon                          | Shinsuke Satō                                 | 50 404 738 $     |
| 10     | One Piece: Stampede                                            | Drapeau du Japon                          | Takashi Otsuka                                | 48 399 503 $     |
| 11     | Joker                                                          | Drapeau des États-Unis                    | Todd Phillips                                 | 44 824 136 $     |
| 12     | Doraemon: Nobita no Getsumen Tansa-ki                          | Drapeau du Japon                          | Shinnosuke Yakuwa                             | 44 380 710 $     |
| 13     | Masquerade Hotel                                               | Drapeau du Japon                          | Masayuki Suzuki                               | 39 395 313 $     |
| 14     | Tonde Saitama                                                  | Drapeau du Japon                          | Hideki Takeuchi                               | 32 802 347 $     |
| 15     | Kioku ni gozaimasen                                            | Drapeau du Japon                          | Kōki Mitani                                   | 32 333 512 $     |
| 16     | Fast and Furious: Hobbs and Shaw                               | Drapeau des États-Unis                    | David Leitch                                  | 28 631 747 $     |
| 17     | Spider-Man: Far From Home                                      | Drapeau des États-Unis                    | Jon Watts                                     | 28 137 054 $     |
| 18     | Pokémon : Détective Pikachu                                    | Drapeau des États-Unis · Drapeau du Japon | Rob Letterman                                 | 27 000 000 $     |
| 19     | Pokémon the Movie: Mewtwo Strikes Back Evolution               | Drapeau du Japon                          | Kunihiko Yuyama Motonori Sakakibara           | 26 654 184 $     |
| 20     | The Confidence Man JP: The Movie                               | Drapeau du Japon                          | Ryo Tanaka                                    | 25 958 189 $     |
| 21     | Godzilla 2 : Roi des monstres                                  | Drapeau des États-Unis                    | Michael Dougherty                             | 25 400 000 $     |
| 22     | Ossan's Love: Love or Dead                                     | Drapeau du Japon                          | Tōichirō Rutō                                 | 23 027 976 $     |
| 23     | Terminator: Dark Fate                                          | Drapeau des États-Unis                    | Tim Miller                                    | 21 290 379 $     |
| 24     | Comme des bêtes 2                                              | Drapeau des États-Unis                    | Chris Renaud                                  | 20 101 844 $     |
| 25     | Green Book : Sur les routes du sud                             | Drapeau des États-Unis                    | Peter Farrelly                                | 19 162 100 $     |
| 26     | Kaguya-sama: Love is War                                       | Drapeau du Japon                          | Hayato Kawai                                  | 18 516 460 $     |
| 27     | Captain Marvel                                                 | Drapeau des États-Unis                    | Anna Boden Ryan Fleck                         | 17 752 989 $     |
| 28     | Crayon Shin-chan: Shinkon Ryokō Harikēn ~Ushinawareta Hiroshi~ | Drapeau du Japon                          | Masakazu Hashimoto                            | 17 533 468 $     |
| 29     | The Great War of Archimedes                                    | Drapeau du Japon                          | Takashi Yamazaki                              | 16 454 674 $     |
| 30     | Whistleblower                                                  | Drapeau du Japon                          | Katsuo Fukuzawa                               | 16 083 213 $     |
| 31     | Ça : Chapitre 2                                                | Drapeau des États-Unis                    | Andrés Muschietti                             | 15 647 147 $     |
| 32     | The Fable                                                      | Drapeau du Japon                          | Yukihiko Tsutsumi                             | 15 183 043 $     |
| 33     | Aquaman                                                        | Drapeau des États-Unis                    | James Wan                                     | 14 800 000 $     |
| 34     | My Hero Academia: Heroes Rising                                | Drapeau du Japon                          | Kenji Nagasaki                                | 14 211 618 $     |
| 35     | Maléfique : Le Pouvoir du mal                                  | Drapeau des États-Unis                    | Joachim Rønning                               | 12 846 413 $     |
| 36     | Fate/stay night: Heaven's Feel II. lost butterfly              | Drapeau du Japon                          | Tomonori Sudō                                 | 12 057 492 $     |
| 37     | 12 Suicidal Teens                                              | Drapeau du Japon                          | Yukihiko Tsutsumi                             | 11 950 916 $     |
| 38     | Nicky Larson Private Eyes                                      | Drapeau du Japon                          | Kenji Kodama                                  | 11 949 165 $     |
| 39     | Uta no Prince-sama: Maji Love Kingdom                          | Drapeau du Japon                          | Juji Furuta                                   | 11 597 863 $     |
| 40     | Dragon Quest: Your Story                                       | Drapeau du Japon                          | Takashi Yamazaki Ryuichi Yagi Makoto Hanafusa | 11 114 288 $     |
| 41     | Once Upon a Time… in Hollywood                                 | Drapeau des États-Unis                    | Quentin Tarantino                             | 10 936 013 $     |
| 42     | Le Retour de Mary Poppins                                      | Drapeau des États-Unis                    | Rob Marshall                                  | 10 607 555 $     |
| 43     | Ningen shikkaku: Dazai Osamu to san-nin no onnatachi           | Drapeau du Japon                          | Mika Ninagawa                                 | 10 452 114 $     |

## Box-office par semaine
Nationalité des films dans les salles du Japon en 2019 par semaine de domination :
- Japon (46,15 %)
- États-Unis (53,85 %)

Sources :Tokyohive.com Box Office Variety.com Box Office Mojo.com
| #  | Date de fin        | Film no 1                                         | Pays                                            | Entrées          |
| -- | ------------------ | ------------------------------------------------- | ----------------------------------------------- | ---------------- |
| 1  | 6 janvier 2019     | Bohemian Rhapsody                                 | Drapeau des États-Unis · Drapeau du Royaume-Uni | 3,09 millions $  |
| 2  | 13 janvier 2019    | Fate/stay night: Heaven's Feel II. lost butterfly | Drapeau du Japon                                | 4,51 millions $  |
| 3  | 20 janvier 2019    | Masquerade Hotel                                  | Drapeau du Japon                                | 5,77 millions $  |
| 4  | 27 janvier 2019    | Masquerade Hotel                                  | Drapeau du Japon                                | 4,37 millions $  |
| 5  | 3 février 2019     | Whistleblower                                     | Drapeau du Japon                                | 3,05 millions $  |
| 6  | 10 février 2019    | Aquaman                                           | Drapeau des États-Unis                          | 2,84 millions $  |
| 7  | 17 février 2019    | Aquaman                                           | Drapeau des États-Unis                          | 1,77 million $   |
| 8  | 24 février 2019    | Alita: Battle Angel                               | Drapeau des États-Unis                          | 3,12 millions $  |
| 9  | 3 mars 2019        | Doraemon: Nobita no Getsumen Tansa-ki             | Drapeau du Japon                                | 6,22 millions $  |
| 10 | 10 mars 2019       | Doraemon: Nobita no Getsumen Tansa-ki             | Drapeau du Japon                                | 5,5 millions $   |
| 11 | 17 mars 2019       | Doraemon: Nobita no Getsumen Tansa-ki             | Drapeau du Japon                                | 3,93 millions $  |
| 12 | 24 mars 2019       | Doraemon: Nobita no Getsumen Tansa-ki             | Drapeau du Japon                                | 2,82 millions $  |
| 13 | 31 mars 2019       | Doraemon: Nobita no Getsumen Tansa-ki             | Drapeau du Japon                                | 2,9 millions $   |
| 14 | 7 avril 2019       | Doraemon: Nobita no Getsumen Tansa-ki             | Drapeau du Japon                                | 1,57 million $   |
| 15 | 14 avril 2019      | Détective Conan : Konjō no Fisuto                 | Drapeau du Japon                                | 13,07 millions $ |
| 16 | 21 avril 2019      | Détective Conan : Konjō no Fisuto                 | Drapeau du Japon                                | 7,45 millions $  |
| 17 | 28 avril 2019      | Avengers: Endgame                                 | Drapeau des États-Unis                          | NC               |
| 18 | 5 mai 2019         | Détective Conan : Konjō no Fisuto                 | Drapeau du Japon                                | 5,32 millions $  |
| 19 | 12 mai 2019        | Avengers: Endgame                                 | Drapeau des États-Unis                          | 2,87 millions $  |
| 20 | 19 mai 2019        | The Confidence Man JP: The Movie                  | Drapeau du Japon                                | 3,5 millions $   |
| 21 | 26 mai 2019        | The Confidence Man JP: The Movie                  | Drapeau du Japon                                | 3,21 millions $  |
| 22 | 2 juin 2019        | Godzilla 2 : Roi des monstres                     | Drapeau des États-Unis                          | 6,25 millions $  |
| 23 | 9 juin 2019        | Aladdin                                           | Drapeau des États-Unis                          | 10,34 millions $ |
| 24 | 16 juin 2019       | Aladdin                                           | Drapeau des États-Unis                          | 10,14 millions $ |
| 25 | 23 juin 2019       | Aladdin                                           | Drapeau des États-Unis                          | 9,29 millions $  |
| 26 | 30 juin 2019       | Aladdin                                           | Drapeau des États-Unis                          | 8,15 millions $  |
| 27 | 7 juillet 2019     | Aladdin                                           | Drapeau des États-Unis                          | 6,48 millions $  |
| 28 | 14 juillet 2019    | Toy Story 4                                       | Drapeau des États-Unis                          | 12,72 millions $ |
| 29 | 21 juillet 2019    | Les Enfants du Temps                              | Drapeau du Japon                                | 10,96 millions $ |
| 30 | 28 juillet 2019    | Les Enfants du Temps                              | Drapeau du Japon                                | 9,31 millions $  |
| 31 | 4 aout 2019        | Les Enfants du Temps                              | Drapeau du Japon                                | 6,74 millions $  |
| 32 | 11 aout 2019       | One Piece: Stampede                               | Drapeau du Japon                                | 7,55 millions $  |
| 33 | 18 aout 2019       | Le Roi lion                                       | Drapeau des États-Unis                          | 5,89 millions $  |
| 34 | 25 aout 2019       | Le Roi lion                                       | Drapeau des États-Unis                          | 4,41 millions $  |
| 35 | 1er septembre 2019 | Les Enfants du Temps                              | Drapeau du Japon                                | 3,92 millions $  |
| 36 | 8 septembre 2019   | Kaguya-sama: Love is War                          | Drapeau du Japon                                | 2,93 millions $  |
| 37 | 15 septembre 2019  | Kioku ni gozaimasen                               | Drapeau du Japon                                | 4,23 millions $  |
| 38 | 22 septembre 2019  | Kioku ni gozaimasen                               | Drapeau du Japon                                | 3,43 millions $  |
| 39 | 29 septembre 2019  | Kioku ni gozaimasen                               | Drapeau du Japon                                | 2,29 millions $  |
| 40 | 6 octobre 2019     | Joker                                             | Drapeau des États-Unis                          | 5,11 millions $  |
| 41 | 16 octobre 2019    | Joker                                             | Drapeau des États-Unis                          | 3,05 millions $  |
| 42 | 20 octobre 2019    | Joker                                             | Drapeau des États-Unis                          | 3,25 millions $  |
| 43 | 27 octobre 2019    | Joker                                             | Drapeau des États-Unis                          | 2,47 millions $  |
| 44 | 3 novembre 2019    | Ça : Chapitre 2                                   | Drapeau des États-Unis                          | 2,49 millions $  |
| 45 | 10 novembre 2019   | Terminator: Dark Fate                             | Drapeau des États-Unis                          | 4,30 millions $  |
| 46 | 17 novembre 2019   | Terminator: Dark Fate                             | Drapeau des États-Unis                          | 2,73 millions $  |
| 47 | 24 novembre 2019   | La Reine des neiges 2                             | Drapeau des États-Unis                          | 14,75 millions $ |
| 48 | 1er décembre 2019  | La Reine des neiges 2                             | Drapeau des États-Unis                          | 13,29 millions $ |
| 49 | 8 décembre 2019    | La Reine des neiges 2                             | Drapeau des États-Unis                          | 9,51 millions $  |
| 50 | 15 décembre 2019   | La Reine des neiges 2                             | Drapeau des États-Unis                          | 7,13 millions $  |
| 51 | 22 décembre 2019   | Star Wars, épisode IX : L'Ascension de Skywalker  | Drapeau des États-Unis                          | 9,47 millions $  |
| 52 | 29 décembre 2019   | Star Wars, épisode IX : L'Ascension de Skywalker  | Drapeau des États-Unis                          | 6,09 millions $  |

## Classements complémentaires
- Liste des plus gros succès du box-office au Japon